# Estouteville-Écalles
Estouteville-Écalles is een voormalige gemeente in het Franse departement Seine-Maritime in de regio Normandië en telt 519 inwoners (2014). De plaats maakt deel uit van het arrondissement Rouen.

## Geschiedenis
De gemeente maakte deel uit van het kanton Buchy tot dit op 22 maart 2015 werd opgeheven en de gemeenten werden opgenomen in het op die dag gevormde kanton Le Mesnil-Esnard. Op 1 januari 2017 werden de gemeenten Estouteville-Écalles en Bosc-Roger-sur-Buchy opgeheven en opgenomen in de gemeente Buchy, die daarmee de status van commune nouvelle kreeg.

## Geografie
De oppervlakte van Estouteville-Écalles bedraagt 8,46 km², de bevolkingsdichtheid is 61 inwoners per km².
De onderstaande kaart toont de ligging van Estouteville-Écalles met de belangrijkste infrastructuur en aangrenzende gemeenten.

## Demografie
Onderstaande figuur toont het verloop van het inwonertal.